# SV Bubali
 Bubali Sport Club, beter bekend als Bubali SC, of kortweg Bubali, is een Arubaanse voetbalclub uit Bubali,  Noord. De club is opgericht op 23 september 1943. Ze spelen in de tweede klasse (Division Uno) op Aruba.

## Erelijst
Arubaanse Division Honor
- 1975

Copa Betico Croes
- finalist in 2011, 2015